# Afton (Wyoming)
Afton er en by i Lincoln County i det sydvestlige Wyoming, USA. Byen, der er den største i Star Valley, havde i 2000 1.827 indbyggere, hvoraf 97 % var hvide.
Byen blev grundlagt i 1885, og har sit navn efter en linje i et digt af Robert Burns "Flow gently, sweet Afton", der handler om den skotske flod af samme navn. Digtet var meget populært i USA i slutningen af det 19. århundrede, og har givet navn til flere byer. I dag er Afton mest kendt for et marked og rodeo, der afholdes i august, samt for at have verdens største portal, lavet af wapitigevirer. Portalen står hen over U.S. Highway 89, der samtidigt er byens hovedgade.
I udkanten af byen findes kilden Intermittent Spring, som er speciel ved at være en såkaldt periodisk kilde; faktisk verdens største af slagsen. At den er periodisk betyder, at vandet flyder i kilden i en periode, derefter holder kilden pause i en periode, vandet flyder i en periode og så fremdeles, næsten på samme måde som en gejser, bortset fra at kilden her ikke springer, og at vandet er koldt, ikke varmt. Når vandet flyder kommer der godt 1.000 liter vand i sekundet fra kilden, der er byens vigtigste vandforsyning.
Den berygtede forbryder, Butch Cassidy og hans bande, havde et tilholdssted i bjergene ikke langt fra byen.

## Eksterne referencer
- Virtuel tur i Afton
- Verdens største portal af wapitigevirer

42°43′42″N 110°55′45″V / 42.7283°N 110.9292°V